# Aceratherium
Aceratherium è un genere estinto di rinoceronte, vissuto tra il Miocene medio e il Miocene superiore (circa 15 – 5 milioni di anni fa). I suoi resti fossili sono stati ritrovati in numerosi giacimenti d'Europa e in Asia.

## Descrizione

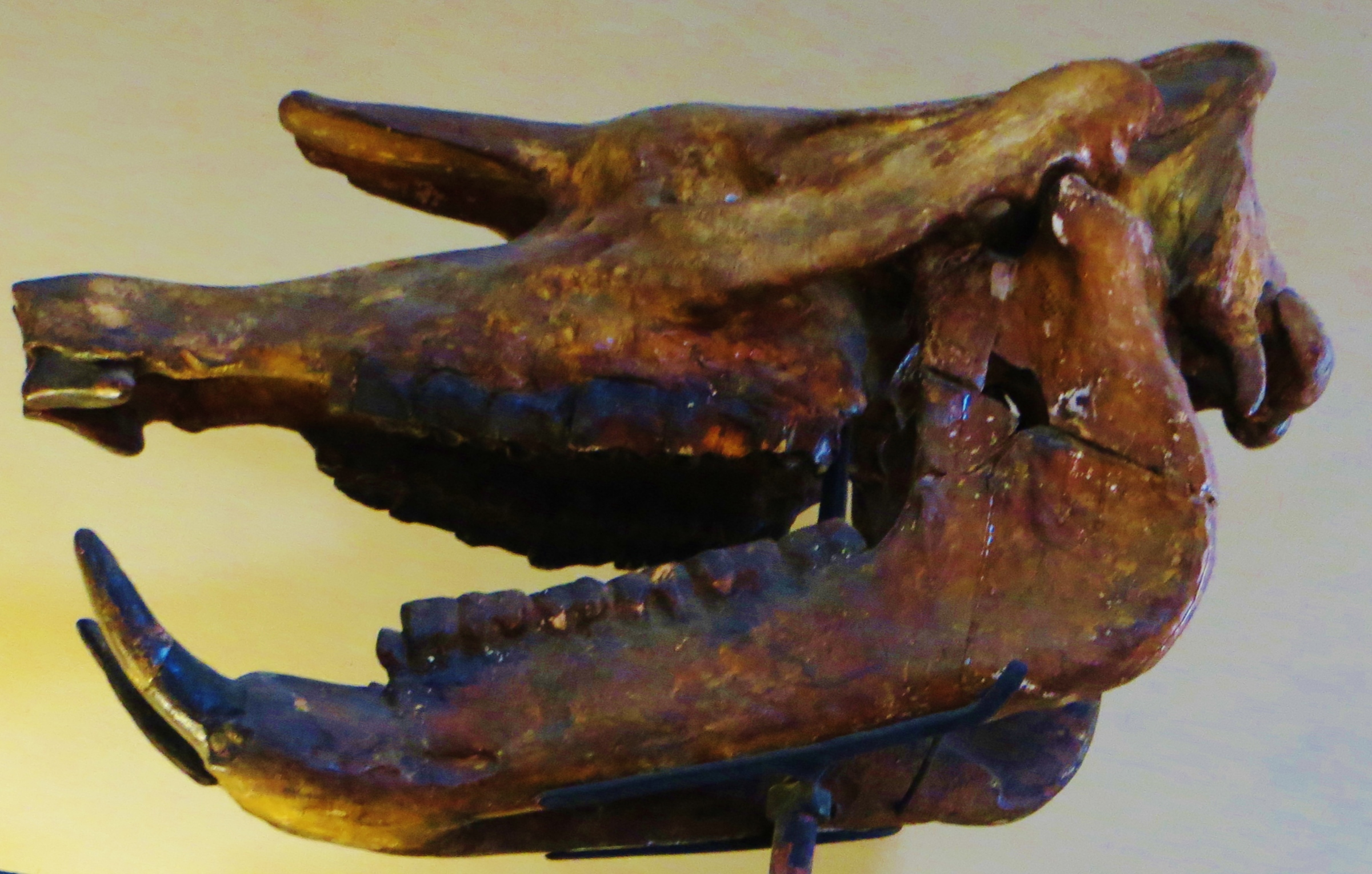
Cranio di A. incisivum

Questo animale era di aspetto piuttosto simile a quello degli attuali rinoceronti, ma possedeva una differenza sostanziale: era privo di corna (il nome Aceratherium, infatti, deriva dal greco e significa “bestia priva di corna”). Aceratherium aveva dimensioni medie e l'altezza al garrese doveva raggiungere 1,3 metri, mentre la lunghezza era di circa 2,8 metri. Le zampe erano allungate e possedevano il quinto metacarpale ancora funzionante, al contrario di molti rinoceronti successivi; in generale, le proporzioni delle zampe ricordavano quelle degli odierni tapiri.
I denti molariformi erano brachidonti, possedevano cioè una corona bassa. I maschi del genere Aceratherium possedevano un paio di forti incisivi; le femmine invece erano dotate di incisivi più piccoli (un caso di dimorfismo sessuale). Nonostante la lunghezza degli incisivi, si pensa che in vita questi denti non sporgessero dalla bocca, ma dovessero essere ricoperti da labbra ben sviluppate, come negli odierni rinoceronti asiatici (che posseggono anch'essi incisivi grandi).

## Classificazione
Aceratherium era un tipico rappresentante degli acerateriini, un gruppo di rinoceronti privi di corna e dalle labbra prensili tipici del Miocene, che apparvero per la prima volta nell'Oligocene superiore. Aceratherium era un membro ancora poco specializzato, che conservava caratteri primitivi (come il quinto dito nell'arto anteriore). La specie più nota è Aceratherium incisivum (il cui nome si riferisce agli incisivi inferiori notevolmente allungati), diffusa in gran parte dell'Europa. Fossili attribuiti a questa specie sono stati ritrovati in numerosi siti, principalmente in Germania. Un'altra specie (A. porpani) è stata ritrovata in Thailandia.

## Paleoecologia
Aceratherium era un rinoceronte adatto a nutrirsi di vegetazione tenera, come le foglie di alberi bassi. Probabilmente lo stile di vita doveva essere simile a quello degli odierni tapiri; questi animali dovevano brucare nelle dense vegetazioni delle foreste europee del Vallesiano – Turoliano.

## Galleria d'immagini

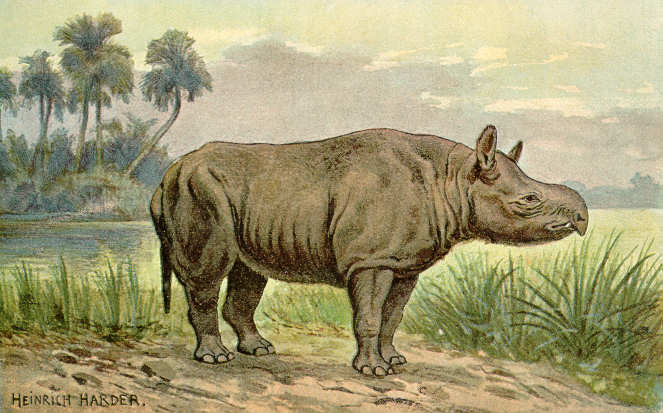
Ricostruzione desueta di Aceratherium
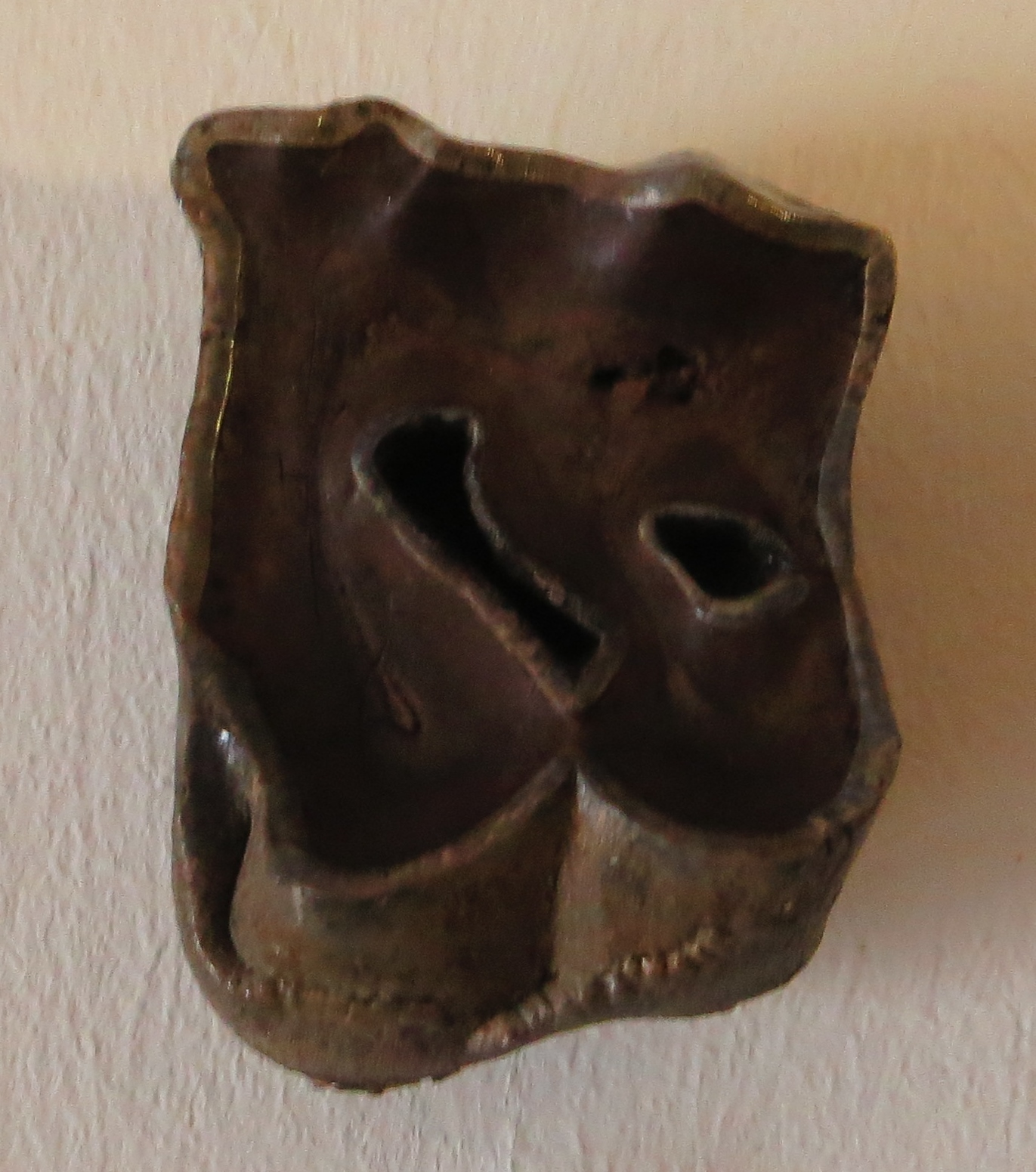
Molare di Aceratherium incisivum
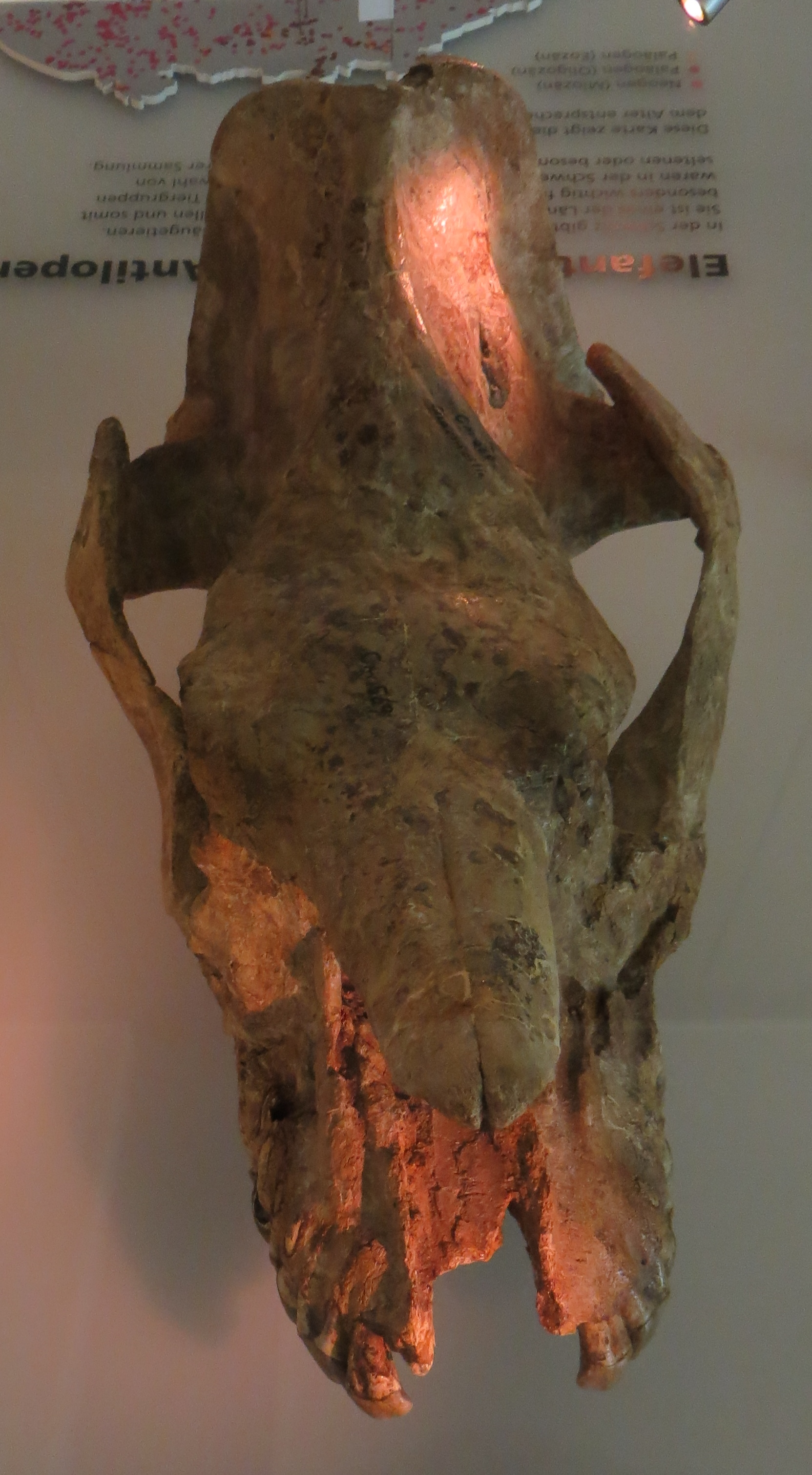
Cranio di Aceratherium incisivum
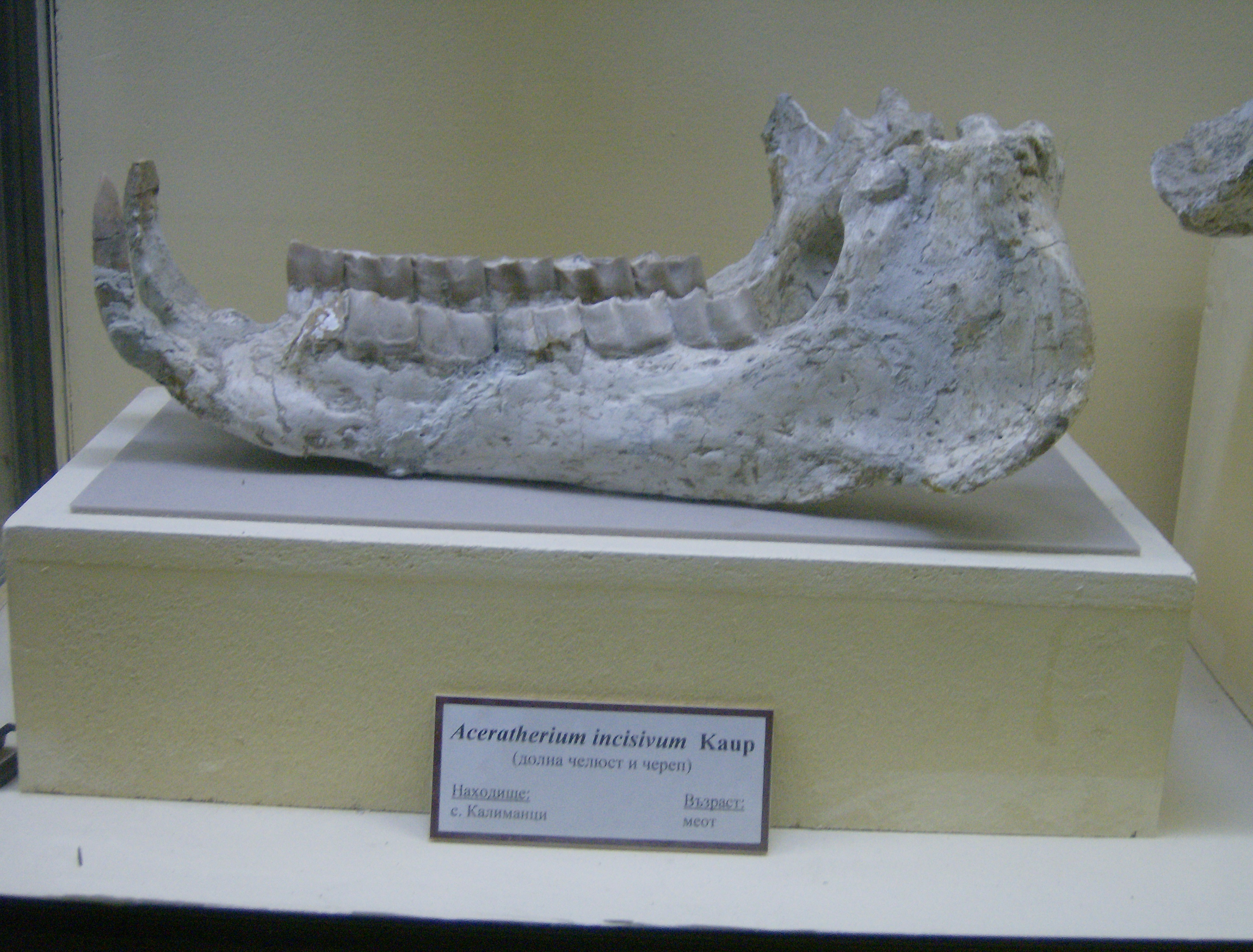
Mandibola di Aceratherium incisivum
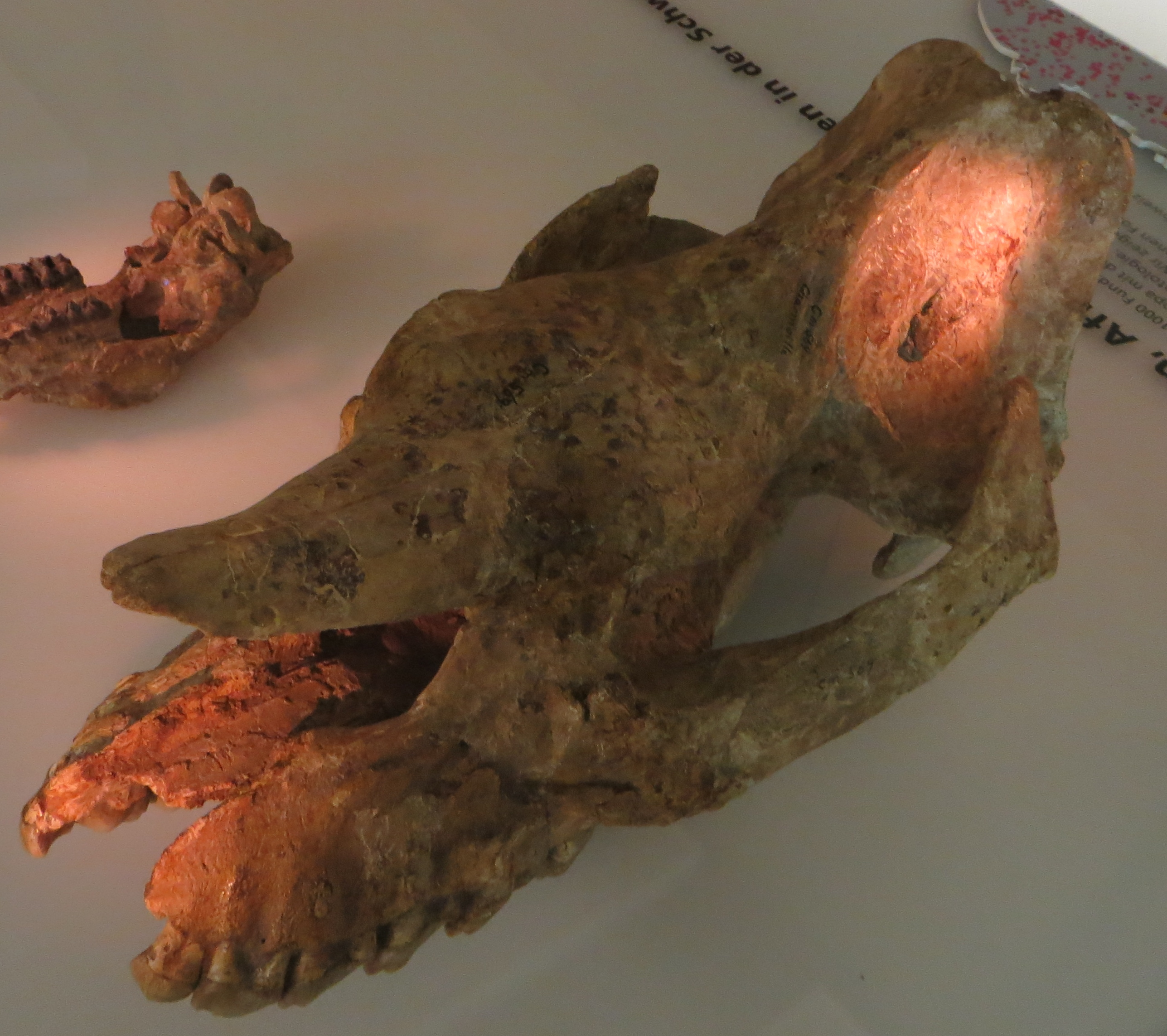
Cranio di Aceratherium incisivum